# Ada Karmi-Melamede
Ada Karmi-Melamede (in ebraico עדה כרמי-מלמד‎?; Tel Aviv, 24 dicembre 1936) è un architetto israeliana.
Nel 2007 è stata la prima donna a ricevere il Premio Israele per l'architettura.

## Biografia
Ada Karmi-Melamede è nata a Tel Aviv il 24 dicembre 1936. Suo padre, Dov Karmi, era un famoso architetto e nel 1957 fu il primo a ricevere il Premio Israele per l'architettura. Era nato in Russia nel 1905 e aveva studiato architettura e ingegneria a Gand in Belgio. Sua madre Haia era nata nel 1909 a Petah Tiqwa e aveva seguito studi sociali a Montpellier in Francia. Per questo motivo Ada Karmi-Melamede descriveva la propria famiglia come "multinazionale, con molteplici esperienze e molto colorata".
Terminata la scuola ha servito per un certo periodo in una unità paramilitare nahal, le forze di difesa israeliane che combinavano il servizio militare e lo sviluppo degli insediamenti agricoli, in un kibbutz vicino al lago di Tiberiade, utilizzando il tempo libero dal servizio studiando presso la comunità di artisti di Ein Hod, ai piedi del Monte Carmelo. Seguendo il consiglio del fratello maggiore Ram Karmi, tra il 1956 e il 1959 si è trasferita a Londra per studiare alla Architectural Association School of Architecture. Tornata in Israele ha continuato gli studi presso l'Israel Institute of Technology di Haifa, dove nel 1963 ha ricevuto il bachelor of Arts in architettura.
Nel 1961 ha sposato l'economista Amos Melamede, dal quale ha avuto tre figli.

## Carriera

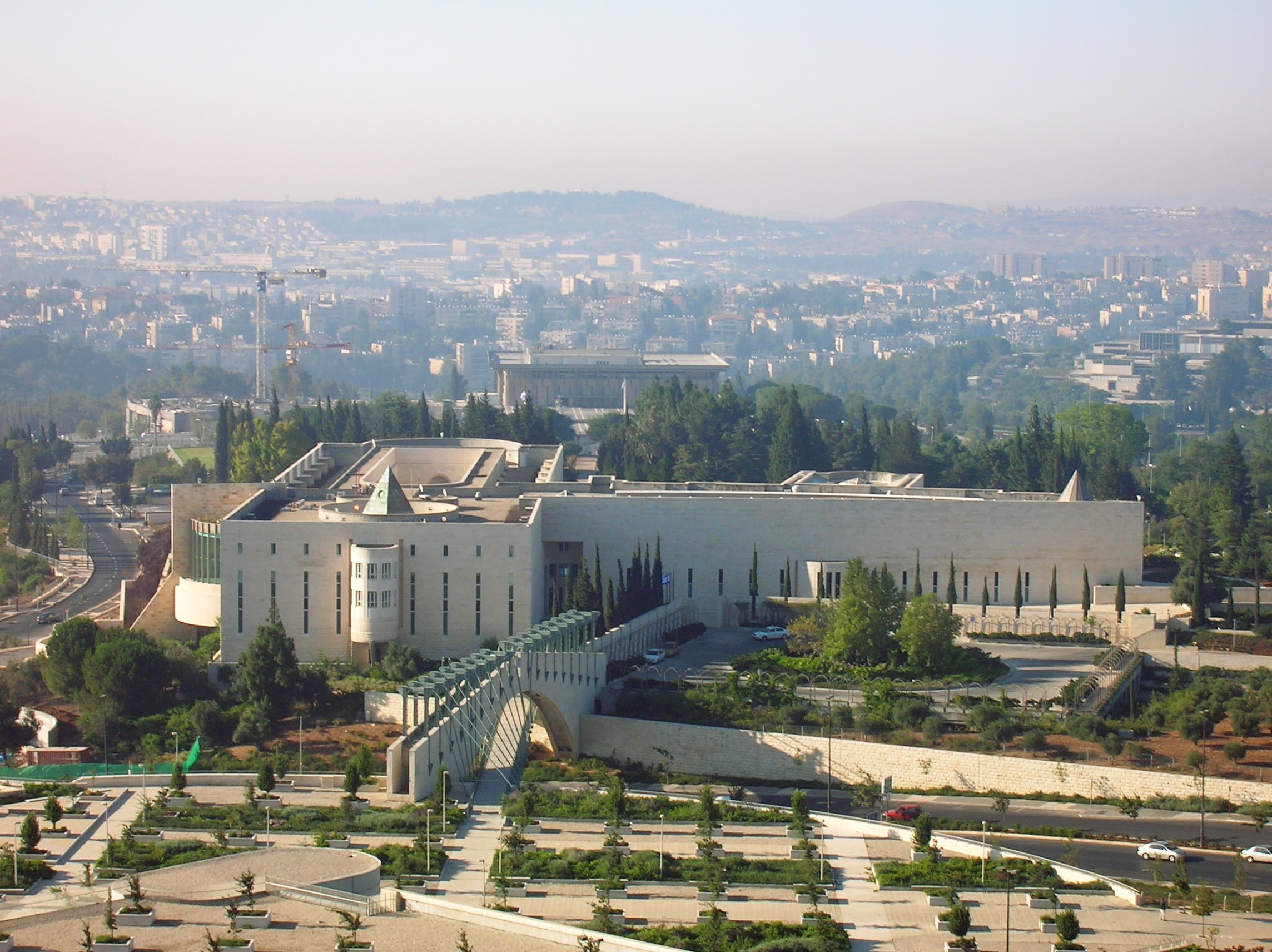
L'edificio della Corte suprema di Israele

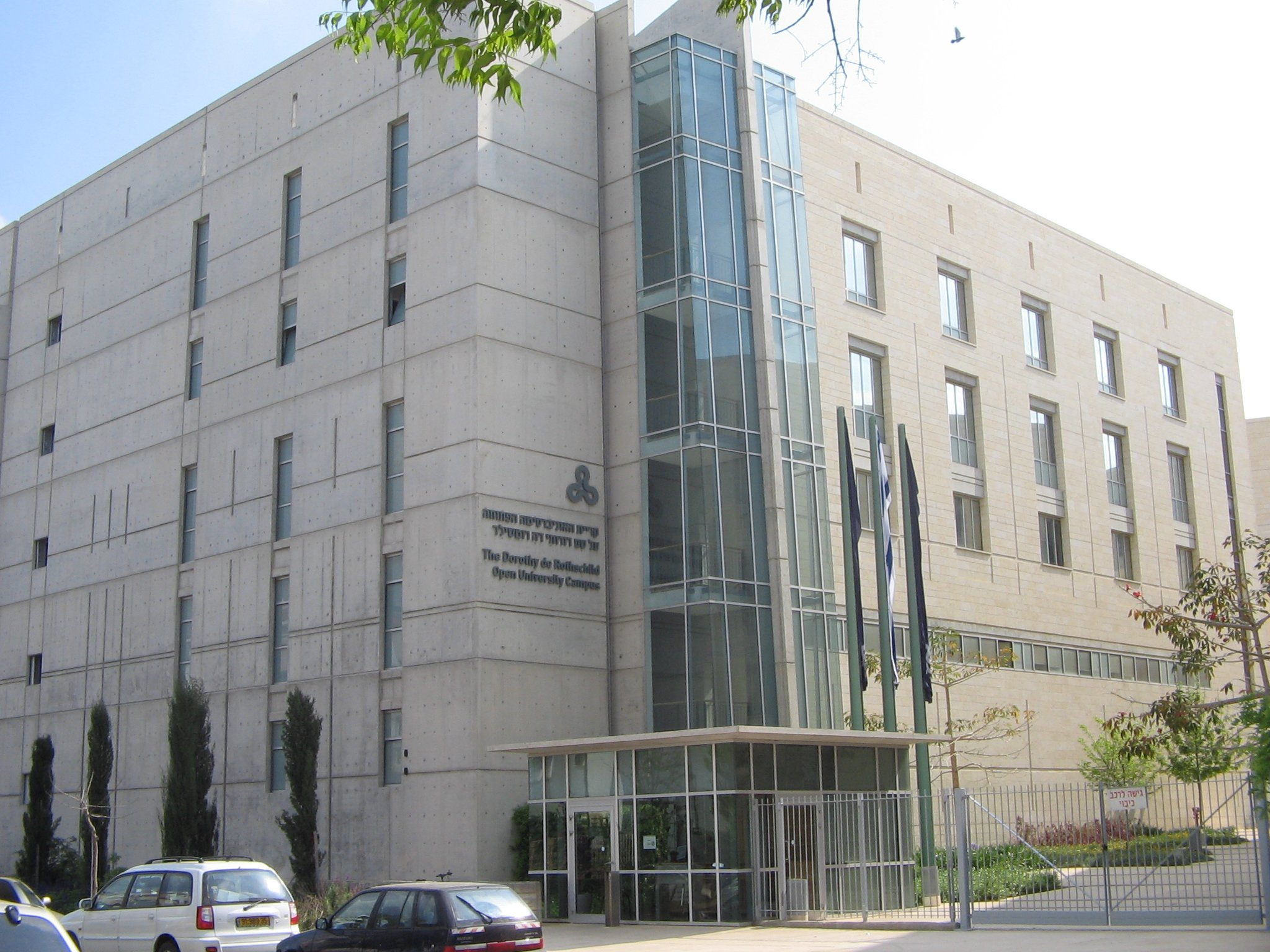
Edificio nel campus della Open University of Israel

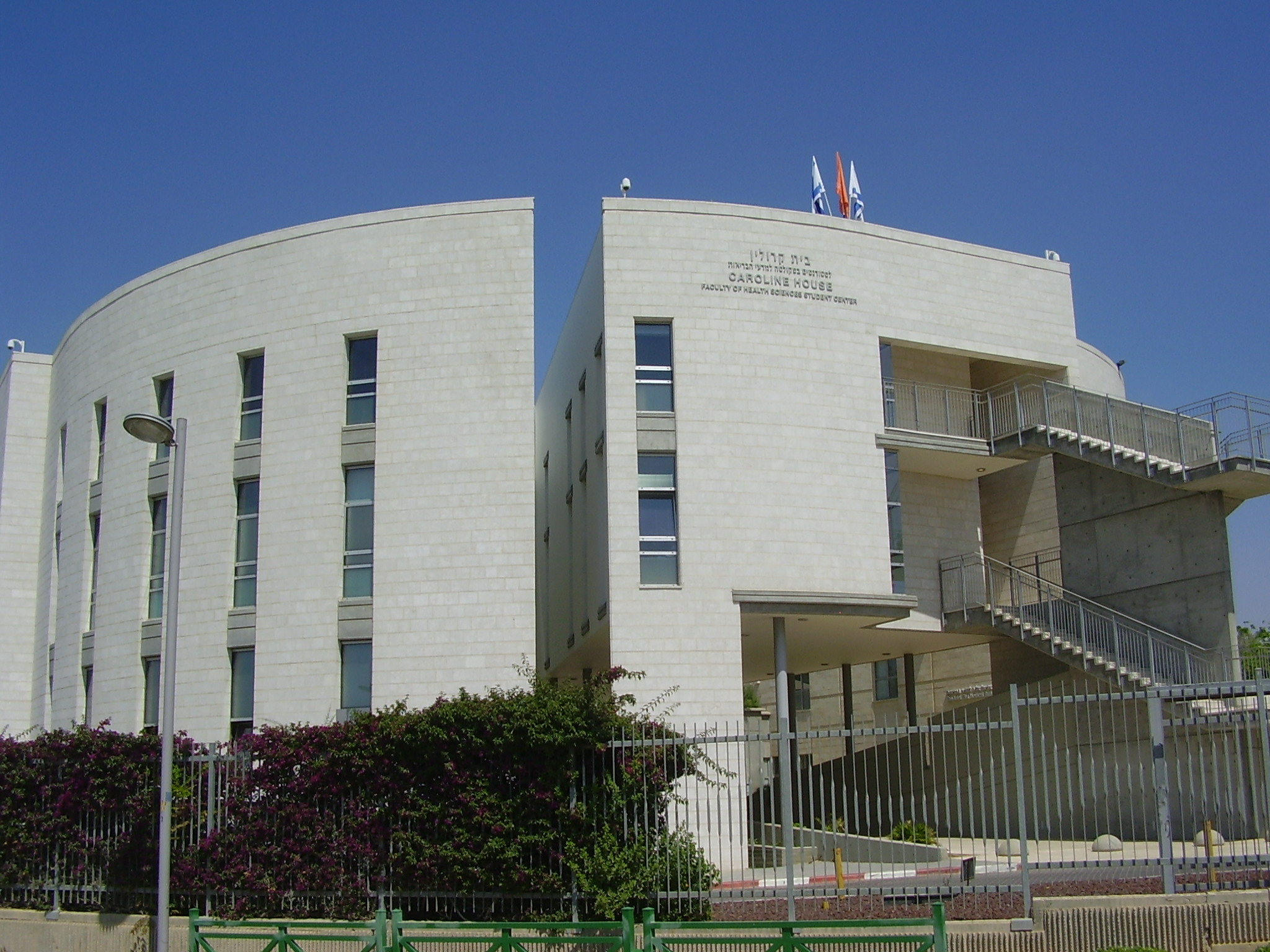
L'edificio di Scienze della salute dell'Università Ben Gurion del Negev

A partire dal 1962 ha iniziato a lavorare insieme al fratello Ram, al tempo già un architetto affermato. Inizialmente hanno lavorato nello studio del padre, morto quello stesso anno, ma in seguito hanno deciso di fondare un proprio studio indipendente chiamato Karmi Associates Architects.
Nel 1967 Ada Karmi-Melamede ha deciso però di lasciare lo studio e di trasferirsi negli Stati Uniti, dove ha vissuto fino al 1986 insegnando architettura presso la Columbia University, l'Università Yale e l'Università della Pennsylvania.
Nel 1986 è tornata in Israele per partecipare insieme al fratello Ram al concorso per la progettazione del nuovo edificio della Corte suprema del paese. Il loro lavoro, che comprendeva sia il progetto dell'edificio e del paesaggio circostante sia il design degli interni e dell'arredamento, ha vinto il primo premio. La struttura, considerata uno degli edifici più importanti del paese, è stata inaugurata alla fine del 1992.
Dopo la vittoria del concorso Ada Karmi-Melamede è diventata una degli architetti più noti del paese. Nel 1992 ha aperto uno studio in proprio, chiamato Ada Karmi-Melamede and Partners, e in seguito ha ottenuto diverse commesse per edifici pubblici, complessi residenziali e sistemazioni paesaggistiche.
Nel 2007 è stata insignita del Premio Israele per l'architettura, onorificenza che in precedenza era stata vinta da suo padre e da suo fratello.

### Opere principali
Oltre all'edificio della Corte Suprema, tra i suoi lavori principali è possibile citare
- Diversi edifici dell'Università Ben Gurion del Negev: residenze per gli studenti (1973-1976 insieme a Ram Karmi), complesso di Scienze della vita e biotecnologie (2001), complesso di Scienze della salute (2004), ponte Jim and Liz Breslauer (2015[4][5]
- Edificio per uffici Moritz Tuchler Brokerage House a Tev Aviv, 1993
- Il campus dell'Interdisciplinary Center Herzliya a Herzliya, 1993
- Ampliamento del En Harod Museum nel kibbutz En Harod, 1994
- Complesso residenziale Hadassah a Tel Aviv, 2004
- Edifici della Open University of Israel a Ra'anana, 2004
- Il Beit Avi Hai Educational and Cultural Center a Gerusalemme
- La fabbrica della Teva Pharmaceutical Industries nel  deserto del Negev
- L'edificio del Schechter Institute of Jewish Studies a Gerusalemme